# Thailand Open (Badminton)
Die Thailand Open sind die offenen internationalen Meisterschaften von Thailand im Badminton. Sie sind nicht zu verwechseln mit den Thailand Masters. Sie werden seit 1984 jährlich ausgetragen, pausierten jedoch 1986, 1998 und 2002. 2007 und 2008 gehörten sie zum BWF Grand Prix Gold. Der Austragungsort in den letzten Jahren war Bangkok. 2010 wurde das Turnier wegen der Unruhen in der Stadt abgesagt.

## Die Sieger
| Saison | Herreneinzel             | Dameneinzel        | Herrendoppel                            | Damendoppel                                 | Mixed                                             |
| ------ | ------------------------ | ------------------ | --------------------------------------- | ------------------------------------------- | ------------------------------------------------- |
| 1984   | Icuk Sugiarto            | Helen Troke        | Christian Hadinata Hadibowo             | Gillian Gilks Karen Beckman                 | nicht ausgetragen                                 |
| 1985   | Icuk Sugiarto            | Wu Jianqiu         | Rudy Heryanto Bobby Ertanto             | Guan Weizhen Wu Jianqiu                     | nicht ausgetragen                                 |
| 1986   | nicht ausgetragen        | nicht ausgetragen  | nicht ausgetragen                       | nicht ausgetragen                           | nicht ausgetragen                                 |
| 1987   | Zhao Jianhua             | Luo Yun            | Tian Bingyi Li Yongbo                   | Guan Weizhen Lin Ying                       | Peter Buch Grete Mogensen                         |
| 1988   | Xiong Guobao             | Li Lingwei         | Tian Bingyi Li Yongbo                   | Chung Myung-hee Hwang Hye-young             | Steen Fladberg Gillian Clark                      |
| 1989   | Alan Budikusuma          | Tang Jiuhong       | Park Joo-bong Kim Moon-soo              | Guan Weizhen Lin Ying                       | Park Joo-bong Chung So-young                      |
| 1990   | Sompol Kukasemkij        | Huang Hua          | Park Joo-bong Kim Moon-soo              | Yao Fen Lai Caiqin                          | Park Joo-bong Chung Myung-hee                     |
| 1991   | Alan Budikusuma          | Susi Susanti       | Eddy Hartono Rudy Gunawan               | Hwang Hye-young Gil Young-ah                | Lee Sang-bok Chung So-young                       |
| 1992   | Joko Suprianto           | Susi Susanti       | Ricky Subagja Rexy Mainaky              | Nong Qunhua Zhou Lei                        | Aryono Miranat Eliza Nathanael                    |
| 1993   | Joko Suprianto           | Susi Susanti       | Bambang Suprianto Rudy Gunawan          | Ge Fei Gu Jun                               | Liu Jianjun Wang Xiaoyuan                         |
| 1994   | Joko Suprianto           | Susi Susanti       | Denny Kantono S. Antonius Budi Ariantho | Ge Fei Gu Jun                               | Tri Kusharyanto Minarti Timur                     |
| 1995   | Dong Jiong               | Lim Xiaoqing       | Jiang Xin Huang Zhanzhong               | Gil Young-ah Jang Hye-ock                   | Park Joo-bong Ra Kyung-min                        |
| 1996   | Dong Jiong               | Wang Chen          | Candra Wijaya Sigit Budiarto            | Deyana Lomban Indarti Issolina              | Tri Kusharyanto Minarti Timur                     |
| 1997   | Hendrawan                | Wang Chen          | Yoo Yong-sung Lee Dong-soo              | Qin Yiyuan Tang Yongshu                     | Michael Søgaard Rikke Olsen                       |
| 1998   | nicht ausgetragen        | nicht ausgetragen  | nicht ausgetragen                       | nicht ausgetragen                           | nicht ausgetragen                                 |
| 1999   | Chen Gang                | Dai Yun            | Yu Jinhao Chen Qiqiu                    | Qin Yiyuan Gao Ling                         | Liu Yong Ge Fei                                   |
| 2000   | Hendrawan                | Ye Zhaoying        | Zhang Jun Zhang Wei                     | Ge Fei Gu Jun                               | Zhang Jun Gao Ling                                |
| 2001   | Yong Hock Kin            | Tracey Hallam      | Sigit Budiarto Luluk Hadiyanto          | Eny Erlangga Jo Novita                      | Candra Wijaya Jo Novita                           |
| 2002   | nicht ausgetragen        | nicht ausgetragen  | nicht ausgetragen                       | nicht ausgetragen                           | nicht ausgetragen                                 |
| 2003   | Ronald Susilo            | Dai Yun            | Yoo Yong-sung Ha Tae-kwon               | Wei Yili Zhao Tingting                      | Chen Qiqiu Zhao Tingting                          |
| 2004   | Boonsak Ponsana          | Yao Jie            | Luluk Hadiyanto Alvent Yulianto         | Zhang Dan Zhang Yawen                       | Nathan Robertson Gail Emms                        |
| 2005   | Muhammad Hafiz Hashim    | Yao Jie            | Jung Jae-sung Lee Jae-jin               | Lee Kyung-won Lee Hyo-jung                  | Lee Jae-jin Lee Hyo-jung                          |
| 2006   | Chen Yu                  | Zhu Lin            | Lee Yong-dae Jung Jae-sung              | Lee Kyung-won Lee Hyo-jung                  | Lee Yong-dae Hwang Yu-mi                          |
| 2007   | Chen Hong                | Zhu Lin            | Lee Jae-jin Hwang Ji-man                | Gao Ling Huang Sui                          | He Hanbin Yu Yang                                 |
| 2008   | Lin Dan                  | Xie Xingfang       | Fu Haifeng Cai Yun                      | Yang Wei Zhang Jiewen                       | Xie Zhongbo Zhang Yawen                           |
| 2009   | Nguyễn Tiến Minh         | Liu Jian           | Chan Peng Soon Lim Khim Wah             | Yang Wei Zhang Jiewen                       | Songphon Anugritayawon Kunchala Voravichitchaikul |
| 2010   | abgesagt                 | abgesagt           | abgesagt                                | abgesagt                                    | abgesagt                                          |
| 2011   | Chen Long                | Li Xuerui          | Jung Jae-sung Lee Yong-dae              | Tian Qing Zhao Yunlei                       | Lee Sheng-mu Chien Yu-chin                        |
| 2012   | Sony Dwi Kuncoro         | Saina Nehwal       | Liu Xiaolong Qiu Zihan                  | Lam Narissapat Saralee Thungthongkam        | Tao Jiaming Tang Jinhua                           |
| 2013   | Srikanth Kidambi         | Ratchanok Intanon  | Shin Baek-cheol Yoo Yeon-seong          | Greysia Polii Nitya Krishinda Maheswari     | Markis Kido Pia Zebadiah                          |
| 2014   | abgesagt                 | abgesagt           | abgesagt                                | abgesagt                                    | abgesagt                                          |
| 2015   | Lee Hyun-il              | Sung Ji-hyun       | Wahyu Nayaka Ade Yusuf                  | Huang Dongping Li Yinhui                    | Choi Sol-gyu Eom Hye-won                          |
| 2016   | Tanongsak Saensomboonsuk | Aya Ohori          | Berry Angriawan Rian Agung Saputro      | Puttita Supajirakul Sapsiree Taerattanachai | Tan Kian Meng Lai Pei Jing                        |
| 2017   | B. Sai Praneeth          | Ratchanok Intanon  | Berry Angriawan Hardianto               | Greysia Polii Apriyani Rahayu               | He Jiting Du Yue                                  |
| 2018   | Kanta Tsuneyama          | Nozomi Okuhara     | Takeshi Kamura Keigo Sonoda             | Greysia Polii Apriyani Rahayu               | Hafiz Faizal Gloria Emanuelle Widjaja             |
| 2019   | Chou Tien-chen           | Chen Yufei         | Satwiksairaj Rankireddy Chirag Shetty   | Shiho Tanaka Koharu Yonemoto                | Wang Yilu Huang Dongping                          |
| 2020   | Viktor Axelsen           | Carolina Marín     | Lee Yang Wang Chi-lin                   | Greysia Polii Apriyani Rahayu               | Dechapol Puavaranukroh Sapsiree Taerattanachai    |
| 2021   | Viktor Axelsen           | Carolina Marín     | Lee Yang Wang Chi-lin                   | Kim So-young Kong Hee-yong                  | Dechapol Puavaranukroh Sapsiree Taerattanachai    |
| 2022   | Lee Zii Jia              | Tai Tzu-ying       | Takuro Hoki Yugo Kobayashi              | Nami Matsuyama Chiharu Shida                | Zheng Siwei Huang Yaqiong                         |
| 2023   | Kunlavut Vitidsarn       | An Se-young        | Liang Weikeng Wang Chang                | Kim So-young Kong Hee-yong                  | Kim Won-ho Jeong Na-eun                           |
| 2024   | Lee Zii Jia              | Supanida Katethong | Satwiksairaj Rankireddy Chirag Shetty   | Jongkolphan Kititharakul Rawinda Prajongjai | Guo Xinwa Chen Fanghui                            |
| 2025   | Kunlavut Vitidsarn       | Chen Yufei         | Aaron Chia Soh Wooi Yik                 | Pearly Tan Thinaah Muralitharan             | Feng Yanzhe Huang Dongping                        |